# واترشیپ دون، همپشایر

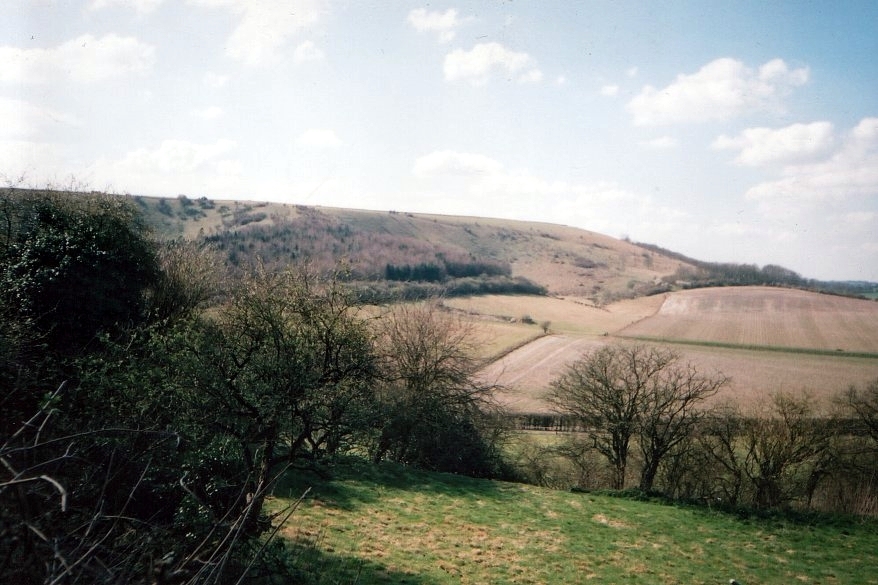
واترشیپ دون، از شمال شرقی دیده می‌شود.

واترشیپ دَون (انگلیسی: Watership Down) یک تپه در اکچینزول در محله مدنی اکینزول، سیدمونتون و اسقف‌های گرین در شهرستان انگلیسی همپشایر، به عنوان بخشی از همپشایر داونز است. نسبتاً شیب‌دار از جناح شمالی خود (سمت نازک) بالا می‌رود، اما به سمت جنوب شیب بسیار ملایم‌تر است. این قله ۲۳۷ متر (۷۷۸ فوت) بالاتر از سطح دریا قرار دارد که یکی از بلندترین نقاط همپشایر است. پایین بیشتر به عنوان محیط رمان ریچارد آدامز در سال ۱۹۷۲ درباره خرگوش‌ها شناخته می‌شود که به نام واترشیپ دَون نیز شناخته می‌شود. این منطقه بین دوچرخه‌سواران و پیاده‌روی‌ها محبوب است. یک راه پله، مسیر پیاده‌روی، در امتداد خط الراس دَون قرار دارد که در لبه جنوب شرقی منطقه زیبایی طبیعی شمال وسکس داونز قرار دارد. از دیگر ویژگی‌های اطراف می‌توان به لدل هیل، در گریت لیچفیلد دَون، بلافاصله در غرب اشاره کرد. بخشی از تپه یک سایت بیولوژیکی به وسعت ۱۰.۳۷ هکتار (۲۵.۶ هکتار) است که برای اولین بار در سال ۱۹۷۸ اعلام شد. این تپه دارای قلعه تپه‌ای نیمه تکمیل شده عصر آهن در قله خود است و منطقه اطراف آن سرشار از تومول‌های عصر آهن است. محوطه‌ها، لینچت‌ها و سیستم‌های میدانی. بیشتر در سمت غرب بیکن هیل قرار دارد. واترشیپ دَون، از طریق دهکده بزرگ کینگزدر قابل دسترسی است. واترشیپ دَون استاد یک مؤسسه پرورش اسب است که متعلق به اندرو لوید وبر و همسرش مادلین گوردون، یک رویداد سابق، است که در نزدیکی دادگاه سیدمونتون زندگی می‌کنند.